# 骆晓娟
骆晓娟（1984年6月12日—），江苏大丰人，中国女子击剑運動員。

## 簡歷
骆晓娟在万盈小学读五年级时，体育老师沈福明認為她个子高、双臂长，是个体育好苗子，於是建议她的父母把她送进大丰市体校去；体校的老师將她編进田径组，練習田径。至1996年3月，盐城市体委少年体校的教练黄晓明選中她，跟其他十多名女孩創建了盐城市的第一支少年女子击剑队。骆晓娟對击剑很快上手，同年10月已夺得江苏省第十四届青少年击剑女子重剑项目冠军。
1997年，骆晓娟进入江苏省体校，並於翌年入選江苏省击剑队。2001年，她與隊友在九运会女子重剑团体項目中奪得銀牌，又於2002年全国击剑锦标赛中拿得女子重剑团体冠军。
未幾，骆晓娟就凭出色战绩入选国家击剑队，並在2003年代表國家出戰世青赛，連奪女子重剑个人和团体冠军。2005年，又於亚锦赛贏得女子重剑个人和团体冠军。
2006年，在女子重剑世界杯意大利罗马站上，骆晓娟女子重剑个人冠军；同年10月，她與隊友（仲维萍、李娜）在意大利都灵举行的世界擊劍錦標賽女子团体重剑决赛中，以45：26战胜头号种子法国队，获得冠军。这是中国击剑史上首次获得世锦赛团体冠军。
2012年，骆晓娟代表中国出戰英國倫敦舉行的奥林匹克运动会擊劍比賽女子個人重劍及團體重劍賽事。